# Мъж
Мъжът (мн.ч. мъже) е човек от мъжки пол, като наименованието на децата от мъжки пол е момче. Често в биологическата формулировка на мъжа той се смята за противоположност на жената, което предопределя тяхното взаимодопълване. Думата мъжественост се отнася до характеристики и качества, приписвани предимно на мъжете, като например физическа сила.

## Етимология
В английския език думата за мъж „man“ идва от староанглийската mann. На староанглийски значението на тази дума е „възрастен мъж“, въпреки че често по подразбиране думата се използва и за означаване на човек без да се посочва половата му принадлежност. Староанглийската дума произлиза от протогерманската mannaz, „личност“, която представлява и етоним на немската Mann значеща „мъж, съпруг и един (човек)“, на старонорвежки: maðr и на готски manna. Според Тацит митологичният прародител на германските племена се нарича Манус. Германската дума от своя страна произлиза от Протоиндоевропейската дума manu-s, значеща „човек, личност“. Тя от своя страна идва от индийското божество Ману, който в индуизма е първопредтеча, прародител на хората.
Думата за мъж или човек се открива и в редица европейски народи и вероятно произлиза от древната общоиранска дума mard – човек, мъж (означава още и „смъртен“): в ягнобски е „morti“, на кюрдски е „merd“, на пущунски е mard, на талишки е merd, на пехлеви е „mard“, на съвременен персийски е „mārd“, на гилански е „mêrd“. Тази иранска дума е заета и в угро-финските езици: във фински е „marta“, на мордвински е „mird́e“, на коми е „mort“, на удмурски е „murt“. В езика на сваните (малка грузинска народност), mare също значи мъж.
Ето защо частичките „-мер, мир“ са с възможен староирански произход и означават „човек, мъж“. Възможно е, в някои случаи „-мер“ да означава и владетел, от иранската титла „мир“. Това обяснява и употребата му в славянските имена – Тихомир, Станимир, Бранимир и други.
В славянските езици думата има общ корен „mozъ“ и на всички от тях звучи по доста сходен начин. Възможно е и от славянските езици да е възникнала и литовската дума за човек – „zmogus“. Общославянската дума за мъж отново е с произход от индийското божество Ману.
В романските езици мъж произлиза от латинската дума hŏmine(m), nom. hŏmo. Означава земя или почва, което сочи връзката му със земята. Самата дума на латински обаче е „vir“ и в буквален превод значи възрастен представител от мъжки пол. На гръцки думата е ἀνήρ, (anēr), gen. ἀνδρός (andros) и по значение наподобява на латинското vir. Оттук идват и редица термини използвани в съвременната наука – андрология, андропауза, а също и антропология.

## Възраст
Мъжество е период от живота на мъжа след трансформацията от момче. Това става след преминаването на пубертета, при който се появяват вторичните полови белези характерни за представителите на мъжкия пол. От момче се преминава през юноша и младеж докато се стигне до мъж. При много култури съществува церемония символизираща преминаването към мъжество наречена инициация. В някои култури и религии, церемония отбелязваща встъпването на момчето в мъжеството е обрязването. Обикновено думата мъж се използва за означаване на определено ниво на духовна и физическа зрелост. На възрастните мъже се казва старец или дядо.
В различните езици освен думата мъж съществуват и други, които имат сходно значение и се ползват в конкретни ситуации, а много от тях имат и жаргонно значение. В английския език например няколко думи описват мъжа и придават различни нюанси при разговор. Това са „guy“ и „lad“ – думите се употребяват за да се опише сравнително млад мъж, „dude“ е обръщение, което може да се опише с българските „пич, копеле“, „buddy“ в разговорен език се употребява като приятел, „fellow“ се използва за колега, съгражданин, другар, „chap“ се описва като момък, левент. В българския език също се използват сходни по значение думи, които да опишат зрял представител от мъжки пол – мъж, младеж, момък, левент, като обръщение се ползва – господин, другар, в жаргонната употреба са думите – пич, мачо, мен. Често с употребата на думата човек се подразбира, че се използва вместо мъж.

## Биология и пол
Мъжете имат набор от полови характеристики, които се различават от тези на жените. Половите органи на мъжа са част от мъжката репродуктивна система и по устройство не се отличават съществено от тези при представителите от мъжки пол сред висшите животни, особено бозайниците. Мъжката полова система се състои от пенис, тестиси, семепроводи и простата (жлеза). Мъжката репродуктивна система е ориентирана към производство и еякулация (изхвърляне) на семенна течност, съответно на генетична информация. Половите органи са устроени за извършването на вътрешно осеменяване, при което спермата при полов акт се отлага в женската полова система – матка, от там във фалопиевите тръби и опложда яйцеклетка, която се развива в ембрион. Мъжката репродуктивна система не играе роля през бременността.
Мъжете проявяват полов диморфизъм, който ги отличава от жените в различни характеристики, много от които нямат пряка връзка с репродуктивната способност. Въпреки това обаче тези характеристики могат да имат известно значение при сексуалното привличане. Повечето прояви на полов диморфизъм при мъжа са различия във височината, теглото и структурата на тялото. Макар че винаги има примери, които да опровергаят общия модел, то мъжете са склонни да бъдат по-високи и по-едри от жените.
Някои вторични полови белези при мъжете са следните:
- Повече окосмяване в пубисната област и под мишниците. Увеличена космена покривка се наблюдава и по краката, гръдния кош, дори гърба.
- Повече лицево окосмяване – брада и мустаци.
- По-дълги и едри ръце и стъпала.
- По-широки и големи рамене и гръден кош.
- Издължена и груба лицева фронтална част на черепа.
- По-издължена костна структура.
- По-голяма мускулна маса.
- Видима Адамова ябълка и по-дълбок глас.

Вторичните полови характеристики като растеж на мускули играят роля в междуполовото привличане, а в по-традиционните (консервативни) култури се смята, че подобна роля има и окосмяването на тялото при мъжете. За разлика от жените, мъжете имат полови органи, които се приемат за външни, въпреки че много части на репродуктивната система са вътрешни. Науката за мъжката репродуктивна система се нарича андрология. Повечето, но не всички мъже имат генотипа 46/XY
По принцип мъжете и жените страдат от еднакви заболявания, но има някои заболявания, които се появяват само или по-често при мъже. Подобни заболявания са аутизмът, далтонизмът и други.

## Социален пол
Биологичните фактори не са единствената причина за самоопределянето на определена личност като мъж или не. Някои мъже например са родени без типичната мъжка физиология, а някои жени имат по-развита от характерната за своя пол костна система и мускулатура, или по-дълбок глас и т.н., а също така някои индивиди с XY хромозоми могат да имат хормонални разлики (виж интерсексуалност).

## Роли на половете
В различните общества двата пола приемат различни социални роли. Най-често мъжът се смята за:
- По-агресивен и напорист;
- С по-висок състезателен дух и по упорит (инат);
- По-самоуверен, показващ повече лидерски качества;
- Контролиращ себе си и не емоционален;
- С по-висока техническа грамотност и по-добри организационни умения;
- С по-добри способности за ориентиране в пространството и по-точно око;
- По-съсредоточен в дейността си;
- С по-авантюристичен и изследователски дух.

Тези социални роли варират през времето и различните култури. Някои от тях са обосновани научно, но повечето нямат неоспорими научни доказателства